# Stetten (Lichtenfels)
Stetten ([ˈʃtɛtn̩] ) ist ein Gemeindeteil der Stadt Lichtenfels im oberfränkischen Landkreis Lichtenfels.

## Geografie
Das Dorf liegt etwa fünf Kilometer westlich von Lichtenfels in einer Talmulde am Fuß des Banzer Berges.

## Geschichte
Stetten wurde im 9. Jahrhundert erstmals erwähnt. Zum fränkischen Reichsgut gehörten in „Stetin“ das Territorium und elf Mansen. Die nächste Nennung von Stetten war ca. 1139 mit „Eberhard de Stetin“. Das Geschlecht der Herren von Stetten erscheint bis 1464.
Im Jahr 1810 gehörte die hohe Zentgerichtbarkeit dem Zentamt Lichtenfels des Hochstifts Bamberg, die Dorfs-, Gemeinde-, Lehen- und Vogteiherrschaft dem Kloster Banz und der Würzburger Propstei. Der Ort war Bestandteil des zu Kloster Banz gehörigen Stiftslandes. Kirchlich war der Altenbanzer Pfarrer zuständig. Das Kloster besaß zwei bebaute Güter und eine bebaute Sölde. Außerdem gab es ein Gemeindehaus, neun Güter mit Haus und Stadel, wovon eins zwei Wohnhäuser hatte, sowie vier bebaute Sölden, von denen eins mit zwei Wohnhäusern und einem Tropfhaus bebaut war. 1810 wurde ein Schulhaus errichtet.
1862 erfolgte die Eingliederung Stettens in das neu geschaffene bayerische Bezirksamt Lichtenfels. Zu der 1818 gegründeten Landgemeinde Stetten gehörten die Orte Gnellenroth und Tiefenroth. 1875 hatte Stetten 196 Einwohner und 95 Gebäude. Die katholische Kirche stand im 4,0 Kilometer entfernten Altenbanz und die katholische Schule im Ort. 1900 umfasste die Landgemeinde Stetten eine Fläche von 681,93 Hektar, 349 Einwohner, von denen 326 katholisch waren, und 60 Wohngebäude. 206 Personen lebten in Stetten in 34 Wohngebäuden. Das Dorf war dem Kirchensprengel der evangelischen Kirche in Herreth zugeordnet. 1925 lebten 193 Personen in 34 Wohngebäuden. Stetten gehörte zum Kirchensprengel der evangelischen Kirche in Lichtenfels. 1950 hatte der Ort 226 Einwohner und 36 Wohngebäude.
Im Jahr 1970 zählte der Ort Stetten 216 Einwohner und 1987 182 Einwohner sowie 52 Wohngebäude.
Am 1. Januar 1975 wurde Stetten mit den Gemeindeteilen Gnellenroth und Tiefenroth in die Stadt Lichtenfels eingegliedert.

## Sehenswürdigkeiten
In der Bayerischen Denkmalliste sind für Stetten acht Baudenkmäler aufgeführt.